# Frederick Phillips
Frederick Gordon Phillips (Newport, 13 de març de 1884 – Chepstow, Monmouthshire, 19 de gener de 1948) va ser un jugador d'hoquei sobre herba gal·lès que va competir a principis del segle xx.
El 1908 va prendre part en els Jocs Olímpics de Londres, on va guanyar la medalla de bronze en la competició d'hoquei sobre herbal, com a membre de l'equip gal·lès.